# Patricia Laffan
Pour les articles homonymes, voir Laffan.
Patricia Laffan est une actrice anglaise, née le 19 mars 1919 à Londres et morte le 10 mars 2014 dans la même ville.

## Biographie
Après des études d'art dramatique à la Webber Douglas Academy of Dramatic Art de Londres, Patricia Laffan contribue pour le cinéma à treize films britanniques, sortis entre 1945 et 1964. L'un de ses plus connus est le film de science-fiction La Martienne diabolique de David MacDonald (1954), où elle tient le rôle principal.
Elle tourne également deux films américains, Quo vadis de Mervyn LeRoy (1951 ; rôle de Poppée, épouse de Néron, personnifié par Peter Ustinov), puis À vingt-trois pas du mystère d'Henry Hathaway (1956, avec Van Johnson et Vera Miles).
Pour la télévision, Patricia Laffan participe à sept séries de 1954 à 1963, dont Colonel March (un épisode, 1956). S'y ajoutent deux téléfilms, diffusés en 1961 et 1965.

## Filmographie

### Cinéma
- 1945 : L'Honorable Monsieur Sans-Gêne (The Rake's Progress) de Sidney Gilliat : Mlle Fernandez (non créditée)
- 1945 : Old Mother Riley at Home d'Oswald Mitchell : petit rôle indéterminé (non créditée)
- 1946 : Caravane d'Arthur Crabtree : Betty
- 1946 : L'Étrange Aventurière (I See a Dark Stranger) de Frank Launder : Petit rôle indéterminé
- 1947 : Death in High Heels de Lionel Tomlinson : Magda Doon
- 1948 : Who Killed Van Loon ? de Gordon Kyle et Lionel Tomlinson : Peggy Osborn
- 1950 : Hangman's Wharf de Cecil H. Williamson : Rosa Warren
- 1951 : Quo vadis de Mervyn LeRoy : Poppée
- 1952 : Escape Route de Seymour Friedman et Peter Graham Scott : Irma Brookes
- 1953 : Coup de feu au matin (Rough Shoot) de Robert Parrish : Magda
- 1954 : Don't Blame the Stork d'Ákos Ráthonyi : Lilian Angel
- 1954 : La Martienne diabolique (Devil Girl from Mars) de David MacDonald : Nyah, la Martienne
- 1956 : À vingt-trois pas du mystère (23 Paces to Baker Street) d'Henry Hathaway : Mlle Alice MacDonald
- 1959 : Hidden Homicide d'Anthony Young : Jean Gilson
- 1964 : Crooks in Cloisters de Jeremy Summers : Lady Florence

### Télévision
- 1946 : The Magistrate (Téléfilm) : Charlotte Verrinder
- 1946 : The Unguarded Hour (Téléfilm) : Diana Lewis
- 1946 : Hay Fever (Téléfilm) : Myra Arundel
- 1947 : The Kingdom of God (Téléfilm) : Candelas
- 1947 : The Strange Case of Blondie White (Téléfilm) : Doris Whitman
- 1949 : The Good Companions (Téléfilm) : Ethel Georgia
- 1953 : It's You I Want (Téléfilm) : Melisandre Montgomery
- 1954 : Misalliance (Téléfilm) : Lina Szczepanowska
- 1954 : BBC Sunday-Night Theatre de Rudolph Cartier (Série TV) : Béatrice Lacy
- 1955 : Caviar to the General (Téléfilm) : Tamara
- 1956 : Les Aventures du colonel March (Colonel March of Scotland Yard) d'Arthur Crabtree (Série TV) : Jane Corwin
- 1956 : Le Comte de Monte-Cristo (The Count of Monte Cristo) (Série TV) : Duchesse de Maastricht / Mme Sablon
- 1957 : ITV Television Playhouse de Silvio Narizzano  (Série TV) : Phyllis Hayes
- 1958-1959 : Dial 999 d'Alvin Rakoff et Terence Fisher (Série TV) : Liz / Baronne Von Falken
- 1961 : Anna Karénine (Anna Karenina), de Rudolph Cartier (Téléfilm) : Princesse Betsy Tverskoï
- 1962-1963 : BBC Sunday-Night Play de Rudolph Cartier (Série TV) : Mme Prest / La passagère
- 1963 : Maigret (Série TV) : Christine Josset
- 1963 : Harpers West One (Série TV) : Rosalind Sawyer
- 1965 : Reluctant Bandit de Paddy Russell (Téléfilm) : Kate
- 1969 : Rembrandt (Téléfilm) : Marquise